# Стадион Републичи
Стадион Републичи (рум. Stadionul Republicii) је био вишенаменски стадион у Букурешту, Румунија.

Стадион је примарно коришћен за фудбалске утакмице. Имао је капацитет од 28.026 гледалаца у својим најбољим данима и изворно је отворен 1926. године. На њему су се одржале 42 утакмице националне фудбалске репрезентације Румуније, један меч Олимпијског националног тима, 22 финала Купа Румуније у фудбалу и 15 утакмица Европског купа.
Стадион је изворно саграђен 1926. године као Стадионул офичул Натионал де едукацие физика (Stadionul Oficiul Național de Educație Fizică), познат такође и као Стадионул ОНЕФ, и званично је отворен 9. маја 1926. године рагби мечем против француске војске. Уништен је у пожару и реконструисан под називом „Стадионул Републичи” 1948. године.
На брду Спири, где се данас налази Палата парламента, стадион је био срушен након што је цело брдо очишћено, укључујући и грађевине предратног високог друштвеног слоја и историјски кварт. Рушевине трибина и данас се могу видети из ваздуха.
Били су планови за изградњу Националног фудбалског стадиона који би био домаћин финала УЕФА Лиге Европе између 2010. и 2013. године, али су они осујећени када је градска скупштина одлучила да демолира Стадионул Национал и изгради нови, намењен искључиво фудбалу и концертима.